# Нукта
Нукта (хинди नुक़्ता, урду nuqtā‎‎, перс. نُقطه‎‎, от араб. nuqṭa‎ — «точка») — диакритический знак в виде точки, обычно под буквой. Используется во многих индийских письменностях для образования новых знаков для согласных, в том числе для передачи заимствованных слов.
Идея восходит к арабскому письму; например, в урду некоторые буквы имеют одинаковую основную форму, но различаются расположением точек: буква ع (айн), с добавлением нукты сверху становится буквой غ (райн).

В деванагари для звуков, встречающихся в заимствованных словах (в первую очередь из персидского, арабского и английского), используются дополнительные знаки нуктой.
В письменность гурмукхи, которая была стандартизована в XVI векe, в XIX в были добавлены пять графем с нуктой.